# فيل هورنر
فيل هورنر (بالإنجليزية: Phil Horner)‏ هو لاعب كرة قدم بريطاني في مركز الدفاع، ولد في 10 نوفمبر 1966 في ليدز في المملكة المتحدة. لعب مع ليستر سيتي ونادي بلاكبول ونادي روذرهام يونايتد ونادي ساوثبورت ونادي هاليفاكس تاون.

## وصلات خارجية
- فيل هورنر على موقع Soccerbase.com (لاعب) (الإنجليزية)